# Hypotypose
Vous lisez un « bon article » labellisé en 2009.
 (juillet 2023).
Si vous disposez d'ouvrages ou d'articles de référence ou si vous connaissez des sites web de qualité traitant du thème abordé ici, merci de compléter l'article en donnant les références utiles à sa vérifiabilité et en les liant à la section « Notes et références ».

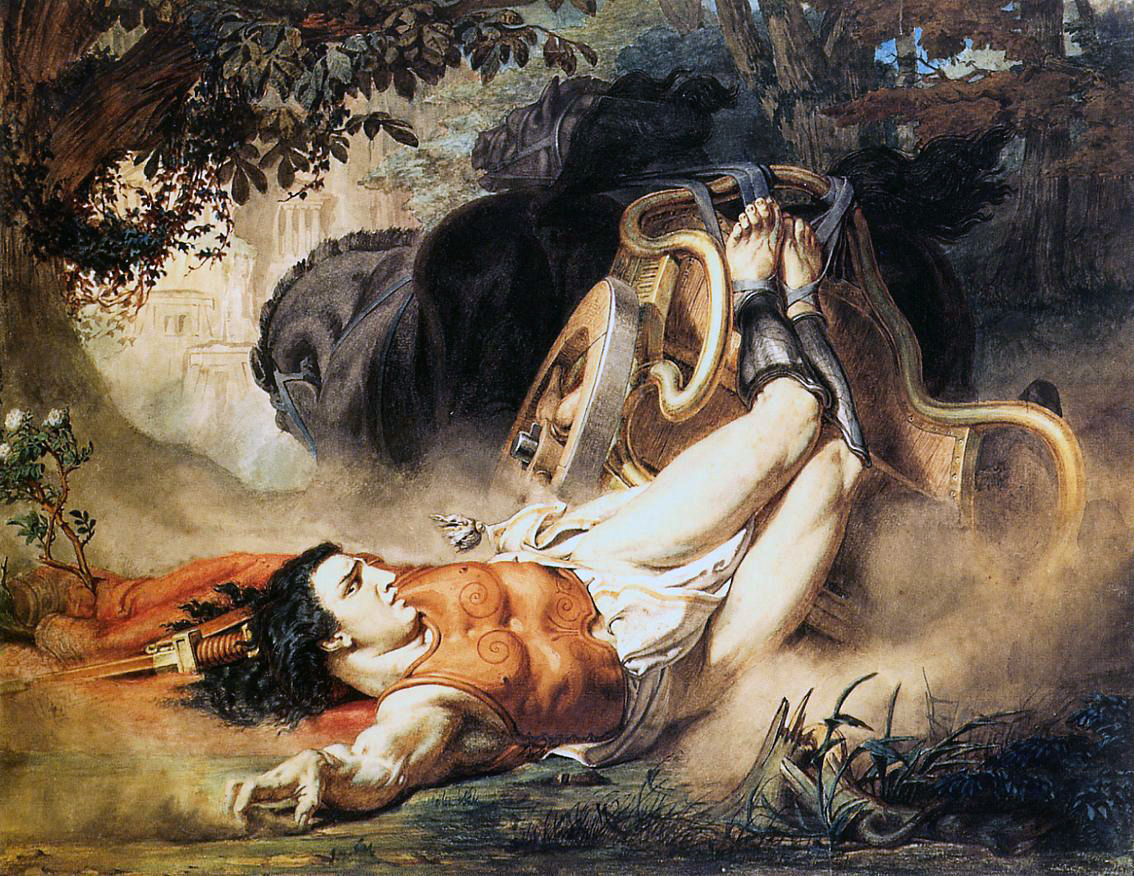
Lawrence Alma-Tadema, La Mort d'Hippolyte, 1860.

L’hypotypose [i.po.ti.poz] (du grec ancien ὑποτύπωσις/hupotúpôsis, « ébauche, modèle ») est une figure de style consistant en une description réaliste, animée et frappante de la scène dont on veut donner une représentation imagée et comme vécue à l'instant de son expression. Le discours de la nourrice, dans le Prologue de la Médée d'Euripide, le « songe d'Athalie » de Racine dans la pièce du même nom, le portrait de Clodius fait par Cicéron dans son Pro Milone, ou la description de l'alambic faite par Émile Zola dans son roman L’Assommoir, sont des exemples d'hypotyposes.
Elle peut prendre la forme d'une énumération de détails concrets à tel point qu'on peut dire qu'elle franchit les conditions de forme propres à une figure de style. En effet, la figure peut aisément dépasser le cadre de la phrase pour se développer sur plusieurs phrases voire plusieurs pages.
Pour l'orateur latin Quintilien, l'hypotypose est « l'image des choses, si bien représentée par la parole que l'auditeur croit plutôt la voir que l'entendre ».
Elle permet la composition de vastes tableaux poétiques « donnant à voir » une scène, comme si les limites de la phrase n'existaient plus. Figure fondée sur l'image, elle est depuis les débuts de l'art rhétorique le procédé privilégié pour animer les descriptions et pour frapper l'imagination de l'interlocuteur. Elle possède plusieurs variantes, selon l'objet décrit. Elle est souvent confondue avec l'ekphrasis, qui est une description réaliste et précise d'un ouvrage d'art.

## Définition de la figure

### Étymologie
Le mot « hypotypose » provient du grec ancien τύπος/túpos (dont descend également le mot « type »), qui désigne une « empreinte en creux ou en relief que laisse la frappe d'une matrice », propre au vocabulaire de la typographie. L'hypotypose, ὑποτύπωσις / hupotúpôsis, est donc une « ébauche, un modèle ». Furetière voit dans le verbe ὑποτυπόω/hupotupóô l'origine du substantif, qu'il paraphrase par l'expression latine : « per figuram demonstro, designo » (soit : « je représente, je fais voir quelque chose »). Le sème conservé dans la définition de la figure est relatif au côté spectaculaire de l'animation qu'elle produit. Par analogie avec la matière à laquelle elle imprime une forme prédéterminée, l'empreinte est en effet ce qui marque l'esprit et l'imagination,.
Au sens propre du terme, l'hypotypose « donne à voir » (selon l'expression latine ut cerni videantur), elle grave dans la mémoire du lecteur une image ou une impression. Le sens de « tableau », qui est employé de manière synonymique, est assez courant, notamment chez César Chesneau Dumarsais qui explique que « L'hypotypose est un mot grec qui signifie « image », « tableau » ; c'est lorsque, dans les descriptions, on peint les faits dont on parle comme si ce qu'on dit était actuellement devant les yeux ».

### Définition et variantes
« Figure de présence » pour le Traité de l'argumentation, la nouvelle rhétorique de Chaïm Perelman et Lucie Olbrechts-Tyteca, l'hypotypose est, au sein d'un discours (à l'écrit mais aussi dans une certaine mesure à l'oral) la description animée et comme vivante d'un sujet, d'une scène, d'un personnage réel ou fictif ou d'un objet d'art enfin. Dans la rhétorique grecque, elle est connue sous le terme d’enargeia, ou evidentia en latin. Pour Jean-Jacques Robrieux, « l'hypotypose (…) regroupe l'ensemble varié des procédés qui rendent vivante et réaliste une narration ou une description ». La figure a eu de nombreux noms au cours de l'histoire. Le poète Nicolas Boileau la nomme « image », Fénelon « peinture », Pierre Fontanier « tableau », Edmond de Goncourt « image peinte » et Joachim Du Bellay « énergie ».
Par son ambition, l'hypotypose est une figure clé de la mimésis car l'auteur l'utilise pour dépasser, ou en tout cas donner l'illusion, le cadre narratif et descriptif classique, en procurant l'impression que la scène est réelle.
La figure est néanmoins souvent confondue avec d'autres. Il existe en effet des variantes, selon l'objet décrit ou la façon de le représenter :

#### La prosopopée

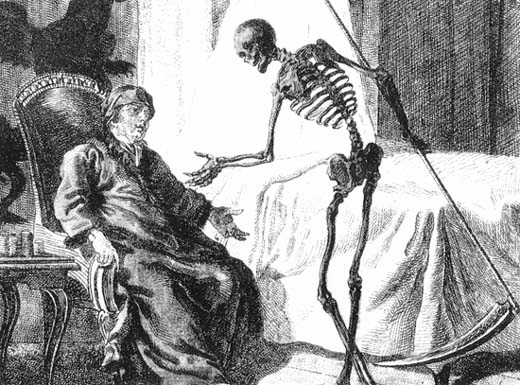
Le dialogue avec la Mort, thème littéraire récurrent, est une prosopopée.

La prosopopée peut concerner un personnage fictif, mort ou abstrait qui, à la différence de l'allégorie[réf. nécessaire], a la faculté de parole ; il s'agit d'une figure à part entière, malgré une proximité avec l'hypotypose (selon Jean-Jacques Robrieux, elle en est, en effet, une forme). La « prosopopée des lois » (Criton, 50 a-c) en est l'un des exemples les plus anciens. Le terme de « prosopographie » (grec ancien prosôpon et graphein, « face, figure, personnage et écrire ») est également souvent employé, de manière synonymique avec celui de « prosopopée », et désigne la description de l'apparence d'une personne. Souvent confondue avec l'allégorie quand elle concerne un personnage mythique ou abstrait (comme la Mort par exemple), la prosopographie, au contraire du portrait et de l'éthopée (voir ci-dessous), décrit de manière vivante le sujet dans son environnement et en action, de manière fugace, comme dans ce poème baudelairien :
Je suis la pipe d'un auteur ;

On voit, à contempler ma mine,

D’Abyssinienne ou de Cafrine,

Que mon maître est un grand fumeur.
— Charles Baudelaire

#### La topographie
La topographie concerne la description d'un lieu, réel ou imaginaire. L'objet décrit dans la topographie (grec ancien topos, « le lieu au sens de lieu géographique ») est un paysage pittoresque ou tout simplement marquant. Sa fonction première est rhétorique : elle prend place lors de la narratio (phase de l'exposé des faits dans l'art oratoire) où elle permet de situer les lieux et les circonstances, et permet ainsi d'exposer à tous les lieux de l'action, ou d'en raviver leur mémoire. La topographie est très utilisée dans le roman, afin de fixer la scène comme dans ce passage de la nouvelle La Nuit de Guy de Maupassant :

« Je m’arrêtai sous l’Arc de Triomphe pour regarder l’avenue, la longue et admirable avenue étoilée, allant vers Paris entre deux lignes de feux, et les astres ! Les astres là-haut, les astres inconnus jetés au hasard dans l’immensité où ils dessinent ces figures bizarres, qui font tant rêver, qui font tant songer. »

#### L'éthopée

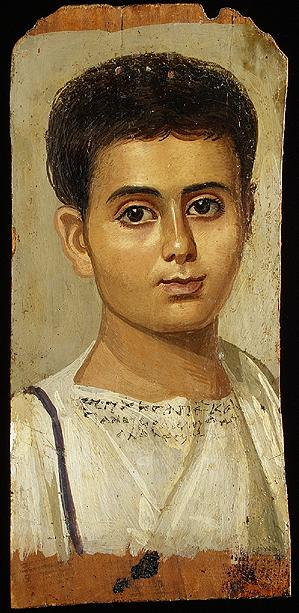
L'éthopée permet de brosser le portrait physique et moral d'une personne.

L'éthopée (grec ancien ἠθολογία, « de ethos », soit « coutume, mœurs ») est également une variante de l'hypotypose. Elle consiste à peindre des personnages ou des assemblées de personnages en peignant aussi leurs mœurs et leurs passions.
Moins visuelle que l'hypotypose, elle constitue bien souvent des éléments d'un portrait, comme chez les moralistes, depuis Les Caractères du philosophe Théophraste, repris par Jean de La Bruyère en 1688 dans ses Caractères de Théophraste, traduits du grec, avec les Caractères ou les mœurs de ce siècle. Pour Marc Escola, les portraits de La Bruyère réalisent l'excellence de l'éthopée, qu'il qualifie d'« herméneutique du visible » comme dans le portrait de Drance, personnage du chapitre Du Cœur de Les Caractères :

« Drance veut passer pour gouverner son Maître, qui n'en croit rien, non plus que le public : parler sans cesse à un Grand que l'on sert, en des lieux et en des temps où il convient le moins, lui parler à l'oreille ou en des termes mystérieux, rire jusqu'à éclater en sa présence, lui couper la parole, se mettre entre lui et ceux qui lui parlent, dédaigner ceux qui viennent faire leur cour, ou attendre impatiemment qu'ils se retirent, se mettre proche de lui en une posture trop libre, figurer avec lui le dos appuyé à une cheminée, le tirer par son habit lui marcher sur les talons, faire le familier, prendre des libertés, marquent mieux un fat qu'un favori. »

#### La diatypose
Enfin, la diatypose, d'un terme grec désignant l'action de façonner, de modeler, ou « evidentia » en latin, connue également sous le nom de « trait », consiste en une « description dynamique d'une scène animée et pouvant donner lieu à un développement oratoire », contrairement à l'hypotypose qui reste statique.
Certains auteurs définissent parfois, la diatypose comme une hypotypose courte et brève. Cependant, contrairement à l'hypotypose, la diatypose est un court récit enchâssé dans un discours qui l'englobe. Autrement dit, la diatypose est une digression du regard ou de la diégèse qui se porte, un temps, non plus sur le déroulement de l'action mais sur une petite scène visualisable. Elle est souvent introduite par le narrateur lui-même, par le moyen d'une autre figure de style, l'épiphrase, a contrario de l'hypotypose qui se suffit à elle-même et semble close et autonome par rapport au reste du discours (bien qu'il s'agisse d'une figure de l'énonciation).
Le Dictionnaire de rhétorique de Michel Pougeoise considère la diatypose comme une forme d'hypotypose réduite et condensée que l'on retrouve surtout dans le récit, chez Homère par exemple, dans l'Iliade : 

« Il le frappa sous le sourcil, au fond de l'œil, d'où la pupille fut arrachée. Et la lance, traversant l'œil, passa derrière la tête, et Ilioneus, les mains étendues, tomba. Puis Pénélos, tirant de la gaine son épée aigüe, coupa la tête, qui roula sur la terre avec le casque, la forte lance encore fixée dans l'œil. »

#### Une figure de style proche: l'ekphrasis
Historiquement, la figure de l'ekphrasis, qui permet de décrire de manière animée une œuvre d'art, est première dans la rhétorique. En effet le terme « hypotypose » n'est attesté que dès 1555 sous l'entrée « Hipotipose » de l'ouvrage de Jacques Peletier du Mans, l'Art poétique alors que l'ekphrasis est connue depuis l'Antiquité grecque. L'ekphrasis est évoquée par Denys d'Halicarnasse, dans son Art rhétorique et dans Sur la mimésis, mais c'est Aélius Théon qui est le premier, au Ier siècle, à en tenter une définition. Il explique que cette description animée, qu'il nomme « ekphrasis », est « un discours qui présente en détail et met sous les yeux de façon évidente ce qu'il donne à connaître. Il y a des descriptions de personnes, de faits, de lieux, et de temps (…) Il y a aussi des descriptions de manière. » Dans l'Antiquité, l’ekphrasis ne se limite donc pas à l'évocation d'œuvres d'art, mais désigne toute évocation vivace propre à faire surgir des images dans l'esprit de l'auditeur ou du lecteur ; ce n'est que vers la fin du XIXe siècle que la notion est employée par les universitaires dans un sens qui la restreint à la description d'œuvres d'art.

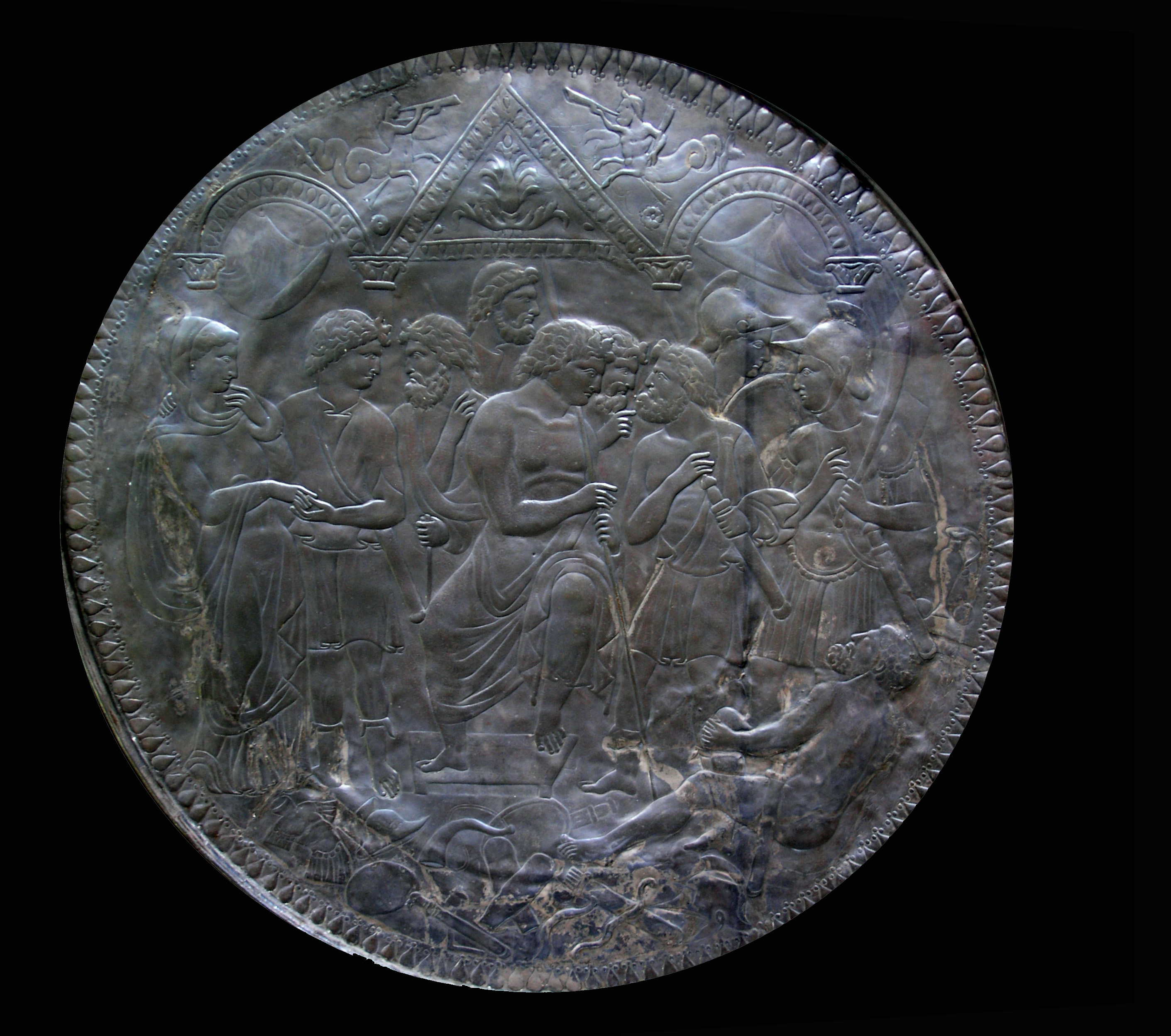
Les descriptions de boucliers de héros mythologiques sont des sujets d'ekphrasis depuis l'Antiquité.

## Deux types d'hypotyposes
En dépit de ses nombreuses variantes aux contours flous, Bernard Dupriez, dans son Gradus, propose de distinguer deux types d'hypotypose, distinction attestée également par Jean-Jacques Robrieux :

### L'«hypotypose descriptive»
La figure se confond alors avec la simple description, comme énumération de détails, comme suivant le regard de l'observateur. Bernard Dupriez prend comme exemple le passage descriptif de L'Éducation sentimentale de Gustave Flaubert : « Des gens arrivaient hors d'haleine ; des barriques, des câbles, des corbeilles de linge gênaient la circulation ; les matelots ne répondaient à personne ; on se heurtait ». L'hypotypose appuie sur les détails, aboutissant à voir la scène au lieu de simplement la lire. Ces vers de Racine suggèrent ainsi, en trois mouvements, toute la tristesse du personnage de Junie et l'amour de Néron qui s'exprime ici :
Cette nuit je l'ai vue arriver en ces lieux,

Triste, levant au ciel ses yeux mouillés de larmes,

Qui brillaient au travers des flambeaux et des armes.
— Britannicus, Acte II
Souvent l'hypotypose se dévoile par l'interruption du récit ou par la création d'une digression. Elle est reconnaissable par le développement du sujet qu'elle veut donner à voir, développement parfois long et typographiquement marqué. Pour Dupriez, la schématisation est l'antonyme de l'hypotypose descriptive. L'hypotypose consiste principalement en des épisodes au discours indirect confinant souvent au cliché lorsqu'elle résume trop rapidement ou trop succinctement l'action.
Dans Et que dit ce silence?, Anne Surgers, Gilles Declercq, Anne-Elisabeth Spica analysent la dimension visuelle de la figure, à travers trois catégories d'hypotypose : l'une qui donne à voir et à sentir, une seconde par empathie et une troisième enfin par accentuation de l'effet de présence, dans les textes littéraires et en peinture. La figure est alors un support de l'harmonie imitative.

### L'«hypotypose rhétorique»
L'usage rhétorique de l'hypotypose repose sur l'idée qu'elle y est « un artifice de représentation de l'idée ». En rhétorique, le sens visuel est en effet premier et est toujours privilégié car il permet de frapper l'esprit de l'auditeur ou du public, car lié à la mémoire explique en substance Frances Yates. Elle vise ainsi un effet ou une émotion sur le lecteur. La métonymie et la métaphore sont ainsi les figures de style fondamentales la composant. Faisant partie de l'arsenal rhétorique à disposition de l'orateur, elle intervient lors de la partie rhétorique de la narratio et permet de donner à voir les éléments de l'objet décrit. Elle permet aussi de situer l'action, par la topographie, ou de faire le portrait physique d'un individu, au moyen de la prosopographie. L'orateur cherche alors à émouvoir et à toucher le pathos des auditeurs, afin de convaincre sans recourir à une argumentation logique ou à des preuves.
L'hypotypose est également liée à la partie du système rhétorique nommée memoria, la mémoire. Les anciens exercices oratoires (les progymnasmata) consistaient notamment en la fabrication d'hypotyposes, soit d'œuvres d'art, soit de dialogues entre deux personnages célèbres mais dont la rencontre est fictive, pour les besoins de l'exercice. L'hypotypose (ou ekphrasis, ce second terme étant alors en usage) se fonde sur la réutilisation de lieux communs.

## La confusion de l'hypotypose avec la description simple
La distinction théorique et stylistique entre hypotypose et description conventionnelle reste floue. Néanmoins, pour de nombreux auteurs comme Georges Molinié notamment, les deux figures sont des procédés macrostructuraux équivalents, c'est-à-dire que ce sont toutes deux des figures de taille importante, se repérant au niveau du texte et sur plusieurs phrases. La dimension ne permet donc pas de les distinguer. Molinié cite ce vers de Victor Hugo comme illustration du pouvoir suggestif de l'hypotypose d'une part, de sa brièveté d'autre part :
Je ne regarderai ni l’or du soir qui tombe

Ni les voiles au loin descendant vers Harfleur
— Victor Hugo, « Demain, dès l’aube, à l’heure où blanchit la campagne »
Pour le grammairien Pierre Fontanier, certains traits définitoires permettent de les considérer comme deux figures de style divergentes, bien qu'à très forte ressemblance. L'hypotypose se démarque en effet d'une description animée dans la mesure où elle dépeint une scène ou un objet comme mis sous les yeux des lecteurs, et dont les mouvements correspondent au regard du narrateur. Le caractère d'animation de la scène permet de considérer une description comme une hypotypose, mais ce n'est pas suffisant. De même, l'hypotypose est souvent assimilée à une allégorie, or cette dernière représente comme concret une idée abstraite comme la liberté ou la Mort par exemple, au contraire de l'hypotypose, qui donne à voir une scène réelle, même si elle est mythologique ou fictive.
La collusion des deux figures est telle que l'article Hypotypose de l'Encyclopédie donne un exemple d'allégorie, citant les vers de Nicolas Boileau dans Le Lutrin :
La Mollesse oppressée

Dans sa bouche à ce mot sent sa langue glacée ;

Et lasse de parler, succombant sous l'effort,

Soupire, étend ses bras, ferme l'œil et s'endort.

## Stylistique de l'hypotypose

### Usages littéraires de la figure
L'hypotypose permet de mettre sous les yeux des lecteurs ou spectateurs une scène pittoresque, son effet est avant tout suggestif. Il s'agit bien de s'adresser à l'imagination du lecteur. La figure repose sur ce que Roland Barthes nomme l'« effet de réel » : l'emploi de procédés stylistiques permet d'imiter l'observation d'une scène réelle. Les auteurs réalistes comme romantiques ou même surréalistes l'emploient pour évoquer une scène et la rendre vivante.
Par ailleurs l'hypotypose établit une relation entre l'extérieur et l'intérieur, la nature et les sentiments de celui qui la contemple, ce qui explique son utilisation par les poètes comme Charles Baudelaire et par les auteurs romantiques puis surréalistes. La psychanalyse s'y intéresse, dans la mesure où elle renseigne sur le mécanisme analogique, à travers les notions de « régressivité » et de « contiguïté ».
Les critiques littéraires parlent de « tableau » lorsque l'hypotypose se développe sur plusieurs pages, composant une peinture très détaillée d'un sujet unique, perçu sous tous les angles et de manière exhaustive.
En technique stylistique, l'hypotypose est devenue une notion utilisée pour identifier les descriptions fragmentaires où seulement les notations sensibles et les informations descriptives marquantes sont restituées, dans une esthétique proche du kaléidoscope ou du style impressionniste appliqué à la littérature. Cette acception doit beaucoup à l'approche cinématographique et aux constants mélanges entre les deux Arts au cours du XXe siècle.
Par ailleurs, l'hypotypose est avant tout une figure de rhétorique, en ce sens elle a une visée argumentative. Olivier Reboul montre ainsi que « sa force persuasive vient de ce qu'elle « fait voir » l'argument, associant le pathos au logos ».
Le linguiste moderne Henri Morier renoue avec cette définition première de l'hypotypose comme peinture vive dans son Dictionnaire de poétique et de rhétorique. Morier distingue ainsi l'hypotypose de l'allégorie en cela que la première veut se passer du discours pour être perçue en soi : « même si l’on a maintes fois souligné quelques traits formels, comme l’emploi éventuel du présent de narration dans un récit au passé, ou l’absence de toute mention renvoyant à la position du narrateur à l’égard du thème, on a surtout insisté plutôt sur la force de pittoresque d’une hypotypose, allant jusqu’à dire qu’elle fait voir le spectacle comme s’il n’y avait pas l’écran du discours le relatant (ce qui est linguistiquement ridicule) ». Morier indique alors la technique qui fonde la figure, très particulière : « en ce que dans un récit ou, plus souvent encore, dans une description, le narrateur sélectionne une partie seulement des informations correspondant à l’ensemble du thème, ne gardant que des notations particulièrement sensibles et fortes, accrochantes, sans donner la vue générale de ce dont il s’agit, sans indiquer même le sujet global du discours, voire en présentant un aspect sous des expressions fausses ou de pure apparence, toujours rattachées à l’enregistrement comme cinématographique du déroulement ou de la manifestation extérieurs de l’objet. Ce côté à la fois fragmentaire, éventuellement descriptif, et vivement plastique du texte constitue la composante radicale d’une hypotypose ».

### Une figure de l'énonciation
D'après Jean-Jacques Robrieux, l'hypotypose est une figure de l'énonciation ayant pour but de « provoquer l'émotion, le rire, par un effet de réel ». Le cadre énonciatif dans lequel elle se développe signifie que l'auteur ou le narrateur s'investit dans le discours, au travers de procédés d'énonciation trahissant son identité. Robrieux note l'utilisation révélatrice du présent de narration (par exemple dans ce vers de Phèdre de Jean Racine : « L'essieu crie et se rompt … ».) qui permet de rendre la scène vivante et contemporaine de la lecture. Le rythme poétique et la versification sont employés également pour accélérer l'action. Mais c'est surtout l'énonciation du « je » du narrateur qui compose la figure. Robrieux cite ainsi le vers 1545 du Phèdre : « Excusez ma douleur… » dans lequel Théramène délivre son émotion quant à sa vision de la mort tragique d'Hippolyte. Autrement dit, comme figure de rhétorique, l'hypotypose convoque surtout le pathos, c'est là sa fonction principale.
Pour cela, elle mobilise un nombre considérable de moyens de langue et de procédés stylistiques ou rhétoriques : la progression thématique permet de lier les syntagmes entre eux et fluidifie la description alors que la dislocation consiste à mettre en avant un élément (par exemple dans : « Ce bouclier,… »). L'apostrophe permet au narrateur de témoigner de sa subjectivité en manifestant son étonnement ou sa stupéfaction. Des procédés verbaux et temporels comme la mise en relief permettent l'utilisation des temps de l'imparfait et du passé simple donnant une impression de vive description. Combinés aux adjectifs démonstratifs et autres déictiques (« ici, vous voyez… », « là-bas les arbres bougeaient… ») qui ancrent le récit dans le cadre spatio-temporel, le lecteur a ainsi l'illusion de voir sous ses yeux l'objet décrit. Les hypotyposes par l'utilisation de déictiques sont une spécificité de l'écriture d'Arthur Rimbaud selon Dominique Combe. Des procédés stylistiques sont également utilisés. La focalisation, interne ou omnisciente, donne une impression d'observation quasi cinématographique
Enfin, des figures de style contribuent à créer l'image. L'ellipse permet de passer sous détail des événements et condense le récit sur le fait à décrire. Les épithètes (dont les « épithètes homériques » également) participent à constituer un effet de réel amplifié. De nombreuses autres figures forment l'hypotypose : des figures liés au narrateur comme la palinodie (le narrateur fait mine de revenir sur ses dires afin de les préciser) et l'épiphrase (intervention directe de l'auteur dans le discours) notamment mais surtout des figures d'analogie comme la comparaison (les images permettent une identification à des choses connues ou esthétiques), l'allégorie(l'objet ou la situation décrite deviennent comme vivants), la métaphore (le recours aux analogies permet de mettre en avant la dimension fantastique de ce qui est décrit), la personnification. On peut enfin citer des figures du rythme et de la construction de phrase (ou de vers) telles : la gradation (la description se fait de plus en plus précise), l'hyperbole (la description dépasse tout réalisme), l'antithèse (effet de contraste), l'allitération et l'assonance (dans les poèmes surtout il peut y avoir une recherche de l'harmonie imitative).

## Genres concernés
Étant une figure macrostructurale, tenant du lieu commun de la description, l'hypotypose et ses variantes se rencontrent fréquemment en littérature. Georges Molinié énumère, de façon non exhaustive, les genres de « l'art érotique, policier, fantastique, dans les romans et au théâtre, dans la poésie descriptive, de même que dans les parties pathétiques de la narration ».

### Dans l'art oratoire
L'hypotypose se rencontre historiquement dans des énoncés de type argumentatif comme le discours judiciaire dans lequel il s'agit de frapper l'imagination des auditeurs. Elle constitue alors un topos rhétorique de la narratio.

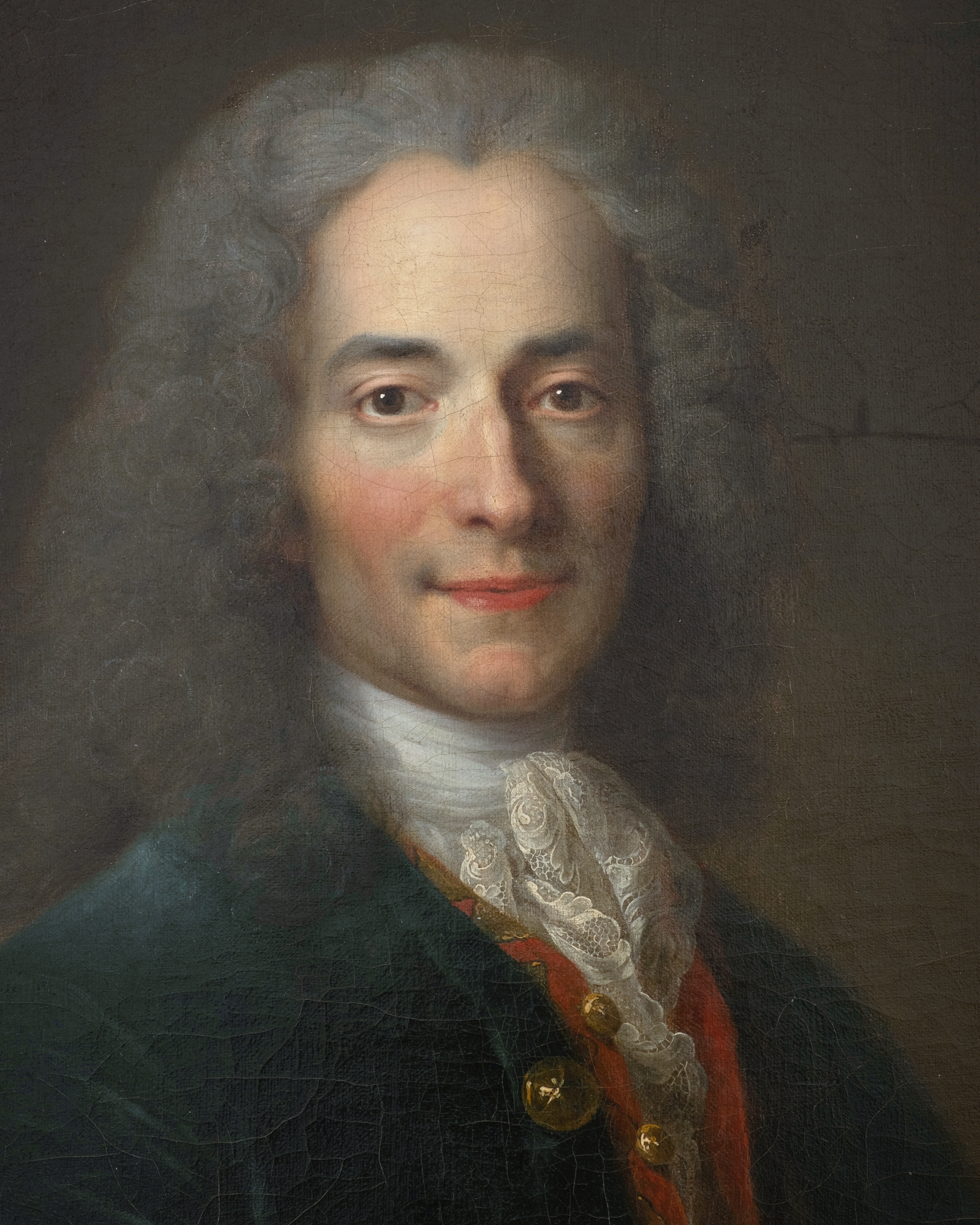
Le style de Voltaire peint, en quelques touches, une ambiance ou une scène, de manière frappante.

Voltaire, par exemple, en emploie les ressources choquantes afin de sensibiliser les puissants sur la condition des Portugais touchés par un tremblement de terre dévastateur, en 1756, dans son Poème sur le désastre de Lisbonne :
Philosophes trompés qui criez : « Tout est bien » ;

Accourez, contemplez ces ruines affreuses,

Ces débris, ces lambeaux, ces cendres malheureuses,

Ces femmes, ces enfants l’un sur l’autre entassés,

Sous ces marbres rompus ces membres dispersés ;
Les oraisons, apologues et discours d'éloquence ont également recours à l'hypotypose. Elle est alors souvent confondue avec des allégories pittoresques, comme chez Bossuet, dans son Oraison funèbre de Louis de Bourbon.
Les personnalités politiques sont également volontiers dans l'hypotypose. Elles mobilisent dans leur discours politique ces descriptions avec de nombreuses métaphores et un vocabulaire riche avec de grandes capacités d'évocation. En effet, cette figure du pathos, en jouant avec les émotions de son auditoire, a un effet argumentatif mais est aussi un procédé tendanciellement manipulatoire.

### Au théâtre
L'hypotypose est par ailleurs fréquemment utilisée au théâtre, dans les descriptions, les monologues frappants et les récits rapportés. Elle obéissait ainsi sous le Classicisme à un impératif qui consistait à aider le spectateur à s'imaginer la scène souvent mythologique ou se déroulant dans un pays exotique, ou à se représenter des scènes jugées violentes et contredisant la règle de bien-séance comme chez Racine, Corneille ou encore Robert Garnier dans Les Juives.
Une des plus célèbres hypotyposes descriptives est celle de la mort d'Hippolyte racontée par Théramène dans Phèdre de Jean Racine (V, 6). Celle montrant Ulysse relatant à Clytemnestre ce qui s'est passé auprès de l'autel, en la présence de Calchas, dans Iphigénie de Jean Racine (V, 6) est également souvent citée. Le récit du Cid relatant le combat contre les Maures (IV, 3) met en œuvre des hypotyposes parmi les plus connues dans le genre dramatique.
L'évocation du sac de Troie par Andromaque dans la pièce du même nom, de Racine, est un exemple de monologue présentant une hypotypose. Le passage dit du « songe d'Athalie » de Racine, dans la pièce du même nom, est enfin, par les effets stylistiques qui s'en dégagent, un modèle du genre :
C'était pendant l'horreur d'une profonde nuit,

Ma mère Jézabel devant moi s'est montrée,

Comme au jour de sa mort pompeusement parée.

Ses malheurs n'avoient point abattu sa fierté,

Même elle avoit encor cet éclat emprunté,

Dont elle eut soin de peindre & d'orner son visage,

Pour réparer des ans l'irréparable outrage.

Tremble, m'a-t-elle dit, fille digne de moi,

Le cruel Dieu des Juifs l'emporte aussi sur toi.

Je te plains de tomber dans ses mains redoutables,

Ma fille! En achevant ces mots épouvantables,

Son ombre vers mon lit a paru se baisser,

Et moi je lui tendois les mains pour l'embrasser ;

Mais je n'ai plus trouvé qu'un horrible mélange

D'os et de chairs meurtris et traînés dans la fange,

Des lambeaux pleins de sang, & des membres affreux,

Que des chiens dévorans se disputaient entr'eux

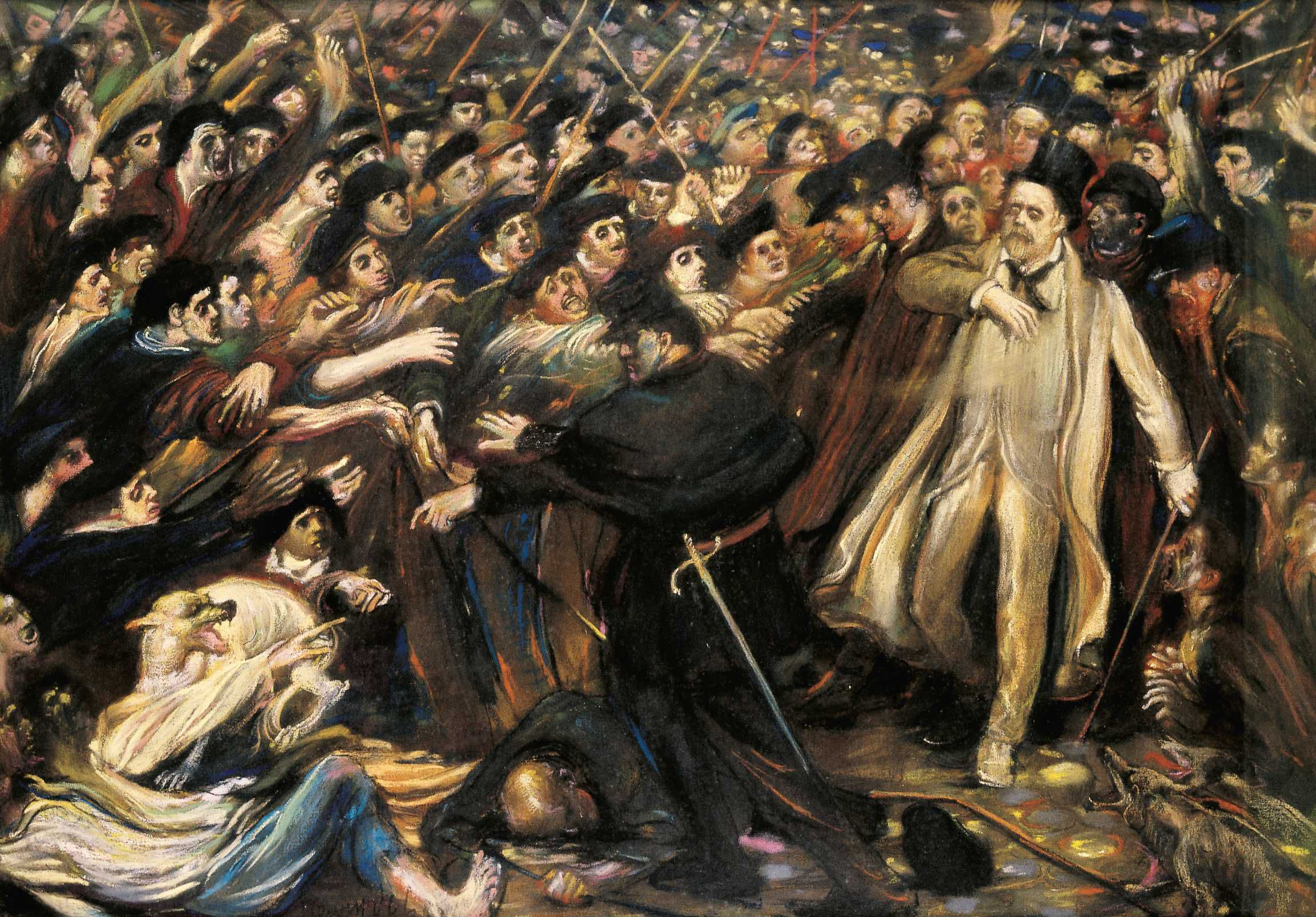
Les foules, dans les romans réalistes, sont décrites au moyen d'hypotyposes.

— Racine, Athalie, Acte II, Scène 5

### Dans le roman
Dans le roman et en particulier dans les mouvements littéraires comme le réalisme et le naturalisme, les hypotyposes sont courantes. Se développant sur de nombreuses phrases, elles permettent d'accentuer l'effet de réel, ambition esthétique de ces courants littéraires. La description de l'alambic par Émile Zola dans L'Assommoir, de la mine dans Germinal ; les étendues descriptives de Gustave Flaubert ou de Joris-Karl Huysmans, d'Honoré de Balzac enfin forment des types d'hypotyposes ancrés dans le cours naturel du récit.
Émile Zola dans ses Carnets ethnographiques réalise une topographie des grottes de Lourdes : « [dans les baignoires de la grotte de Lourdes] Il s'y rencontrait de tout, des filets de sang, des débris de peau, des croûtes, des morceaux de charpie et de bandage, un affreux consommé de tous les maux, de toutes les plaies, de toutes les pourritures. Il semblait que ce fut une véritable culture de germes empoisonneurs, une essence des contagions les plus redoutables, et le miracle devrait être que l'on ressortit vivant de cette boue humaine. »
Stendhal en particulier sait non seulement constituer des hypotyposes, mais jouer sur leur portée référentielle. Dans La Chartreuse de Parme (1839) Fabrice le héros contemple la bataille de Waterloo que l'auteur présente à grand renfort de détails militaires et de descriptions précises : « une terre labourée qui était remuée d'une façon singulière. Le fond des sillons était plein d'eau, et la terre fort humide qui formait la crête de ces sillons, volait en petits fragments noirs lancés à trois ou quatre pieds de haut ». Stendhal présente ensuite son personnage comme demandant à un soldat passant par là « mais ceci est-il une véritable bataille ? », critiquant par là la tentative littéraire de vouloir tout dépeindre de manière spectaculaire, au risque de ne plus pouvoir identifier le fictif du réel.

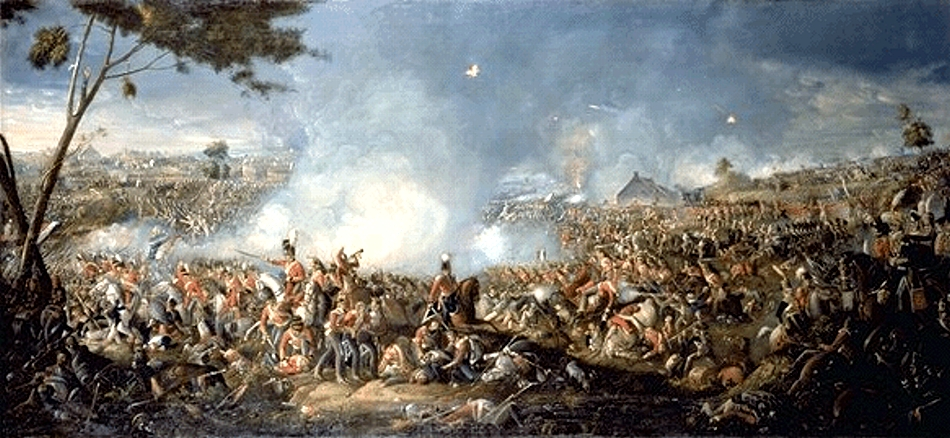
Les scènes de batailles, thème privilégié de l'hypotypose.

Au XXe siècle, Alain Robbe-Grillet dans Les Gommes utilise des hypotyposes modernes pour décrire de manière exhaustive une tomate. L'œuvre de Marguerite Duras, Le Ravissement de Lol V. Stein, est considérée comme une hypotypose à l'échelle d'un roman entier. Annie Ernaux, qui revendique dans La Place une « écriture plate », dénuée de tout art littéraire, afin de s'« immerger dans la vision et les limites du monde de [s]on père » d'origine paysanne, utilise abondamment l'hypotypose pour « faire surgir l'image du père »  dans une écriture « ethnologique », où les détails sont toujours choisis en fonction de leur signification sociale : 

« Je rassemblerai les paroles, les gestes, les goûts de mon père, les faits marquants de sa vie, tous les signes objectifs d’une existence que j’ai aussi partagée. »

Le surréalisme également, au moyen de l'éclatement des objets en détails fugitifs a réactualisé l'hypotypose tout en maintenant l'usage classique des tableaux scénographiques, hérités notamment de Lautréamont et de ses Chants de Maldoror.
Comme un retour à son origine fantasmatique et hallucinatoire, les poètes de la modernité, avec l'usage de drogues et de pratiques d'écriture fondées sur la dé-construction, comme Henri Michaux établissent des hypotyposes délivrées de tout espace de référence :
Tout à coup, mais précédé d’abord par un mot en avant-garde…

Des hymalayas surgissent brusquement…

Tandis que je suis encore à regarder ces monts extraordinaires, voilà que…

Des socs et à nouveau les grandes faux qui fauchent le néant de haut en bas…
— Henri Michaux, Misérable Miracle
Paul Claudel compose quant à lui des hypotyposes mystiques et panthéistes. Le passage dit de la place Monge dans le roman Le Jardin des Plantes de Claude Simon présente une hypotypose originale et s'inspirant des techniques cinématographiques.

### En poésie
Charles Baudelaire mais aussi Arthur Rimbaud dans ses Illuminations animent leurs poèmes par des hypotyposes instaurant des effets contemplatifs pour celui-ci. Baudelaire y a recours pour donner corps à la synesthésie, qu'il nomme les « correspondances ». Les haïkus japonais sont des hypotyposes rapides également.

Le romantisme littéraire et pictural emploie des hypotyposes se fondant principalement sur une autre figure de style : l'allégorie (ici la liberté).

Victor Hugo dans ses poésies romantiques utilise de nombreuses hypotyposes emphatiques, signes de son écriture énergique :
L'enfant avait reçu deux balles dans la tête.

Le logis était propre, humble, paisible, honnête ;

On voyait un rameau bénit sur un portrait.

Une vieille grand'mère était là qui pleurait.

Nous le déshabillions en silence. Sa bouche,

Pâle, s'ouvrait ; la mort noyait son œil farouche ;

Ses bras pendants semblaient demander des appuis.

Il avait dans sa poche une toupie en buis.

On pouvait mettre un doigt dans les trous de ses plaies.

Avez-vous vu saigner la mûre dans les haies ?

Son crâne était ouvert comme un bois qui se fend.

L'aïeule regarda déshabiller l'enfant,

Disant : — Comme il est blanc ! approchez donc la lampe.

Dieu ! ses pauvres cheveux sont collés sur sa tempe !
— Victor Hugo, Souvenir de la nuit du 4
En poésie, l'hypotypose permet surtout de figurer, en quelques traits, un paysage, un personnage ou une scène, tout en suggérant dans l'esprit du lecteur des émotions à la façon impressionniste. Les thèmes sont en majorité des thèmes nobles, mythologiques ou religieux. Le poète moderne Francis Ponge a quant à lui utilisé l'hypotypose pour décrire des objets de la vie quotidienne comme une bougie ou un cageot dans son recueil en prose Le Parti pris des choses.

### Dans les autres arts
Le cinéma emploie souvent des hypotyposes. Les scènes populeuses, animées par des mouvements amples de caméra, mais également les descriptions faites par l'œil de la caméra d'objets artistiques dans le film, comme dans Le Faucon maltais de John Huston, sont appelés « tableaux vivants » au cinéma. D. W. Griffith par exemple a recours à ces tableaux vivants pour mettre en avant les moments dramatiques du film A Corner in Wheat. Derek Jarman utilise également cette technique, de même que Peter Greenaway. Jean-Luc Godard, en collaboration avec Jean-Pierre Gorin, en 1972, réalise le tableau d'une usine dans son film Tout va bien.
La peinture, surtout classique, a produit de nombreuses hypotyposes, souvent inspirées de pièces dramatiques ou tragiques comme Phèdre ou Athalie.
La peinture réaliste également, dans son ambition esthétique de tout décrire, a su former des hypotyposes détaillées sur des scènes populaires comme chez Gustave Courbet. Déjà Denis Diderot, critique d'Art, examinait les hypotyposes dans les tableaux de son époque, et en faisait la condition d'une bonne peinture et d'un style maîtrisé.
En musique, les hypotyposes constituent les symphonies, vastes tableaux musicaux tentant de donner à voir des scènes souvent mythologiques ou dramatiques, comme chez Richard Wagner. Wagner définit par ailleurs sa théorie de l'« Art total » comme une description animée et dynamique, permise par la fusion de tous les Arts sur la scène, reliés par la composition musicale, proche de l'hypotypose littéraire comme représentation exhaustive d'un sujet esthétique. Les opéras wagnériens comme Tristan et Isolde (Tristan und Isolde), souvent considéré comme son chef-d'œuvre mais aussi Les Maîtres Chanteurs de Nuremberg (Die Meistersinger von Nürnberg) et L'Anneau du Nibelung (Der Ring des Nibelungen) qui est un ensemble de quatre opéras inspirés des mythologies allemandes et scandinaves, enfin Parsifal, œuvre contemplative tirée de la légende chrétienne du saint Graal forment des tableaux vivants.

## Figures proches
| Figure mère                  | Figure fille                   |
| ---------------------------- | ------------------------------ |
| description et amplification | diatypose, éthopée, prosopopée |

| Antonyme       | Paronyme | Synonyme |
| -------------- | -------- | --- |
| schématisation |          | description animée d'une scène, tableau (pour un ensemble de scènes), portrait (pour un personnage réel ou fictif), prosopopée (pour un personnage fictif ou imaginaire), topographie (pour un lieu), ekphrasis (pour une œuvre d'art) |